# Био-горива
Био-горива је назив за горива која или сама спадају у био-масу или су настала прерадом био-масе (тј. живих организама (биљака, животиња, микроорганизама), те као таква, за разлику од фосилних горива, спадају у обновљиве изворе енергије. У био-горива се убрајају и горива која су нуспродукт других процеса, и која би иначе била отпад.
Био-горива се, као и горива, деле на:
- чврста, где спадају
  - дрво - у разним облицима: у облику цепанице, дрвеног чипса (цепке), гранчица, брикета, пелета, иверја, итд;
  - слама - било упакована или не;
  - сено - за сада без практичне примене
  - други биљни отпаци;

- течна, са неколико подгрупа:
  - Алкохолна био-горива су алкохоли произведени од био-масе (биоетанол, био-метанол, а могуће је произвести и бутанол);
  - Био-уља, где спадају биљна уља, Био-дизел, али и употребљена уља, нпр. за фритезе;
  - Гасовита био-горива у течном стању;
  - Био-гас и дрвени гас који су Фишер-Троповом синтезом трансформисани у течне угљоводонике
  - Отпадни продукти (термалном деполимеризацијом се из разних отпада добија метан и угљоводоници слични нафти).

- гасовита:
  - био-гас;
  - неки генераторски гасови настали прерадом био-масе (дрвени гас).
  - неки дестилациони гасови настали прерадом био-масе
  - водоник настао цепањем било ког угљоводоника

Био-гориво представља први озбиљан изазов фосилним горивима после више од једног века. Био-горива помажу у борби против глобалног отопљавања зато што дају мањи учинак стаклене баште, емитују мање угљен-диоксида него фосилна горива. Смањене су и емисије других токсичних материја као што је азотоксид који утиче на повећање обољења дисајних органа, нарочито у градовима. Производња био-горива ограничена је само брзином раста биљака и расположивошћу обрадивих површина. Уколико се у производњи био-дизела користе отпадне материје нема чак ни тих ограничења. У самој Европи би се од количине уља за кување које се сваке године по употреби баци могло произвести милијарду литара био-дизела.
Већина од 20 милиона возача у Бразилу користи аутомобилско гориво у коме има 25 одсто етанола. Цена етанола је више него двоструко нижа од цене од бензина или дизела и у Бразилу се то гориво може набавити широм земље. О Бразилу се све чешће говори као о „етанолској Саудијској Арабији”. Све је већи број земаља које сада прописују комбиновање био-горива са стандардним фосилним горивима. А велике петрохемијске компаније као што су „Шел” (Schell) све више улажу у ту технологију.
Захваљујући скоковитом порасту цене нафте, бризи због климатских промена и и растућем страху за безбедност снабдевања сировом нафтом, етанолу и другим врстама био-горива предстоји светла будућност. Био-горива која ће се у будућности базирати на дрвенастим биљкама, а не на кукурузу, захтеваће крупна улагања, али ће се улагање брзо исплатити: пољопривреда ће оживети, обрадиво земљиште ће бити заштићено, водотоци ће бити сачувани.

Биљке са великим садржајем скроба и уљастих материја један су од два потенцијална избора био-горива док се у новијим истраживањима посебна пажња посвећује узгоју генетички модификованих дрвенастих биљака у виду узгоја брзорастућих специјалних врста врба и јабланова.
Ново глобално тржиште био-горива већ данас се суочава са неким озбиљним политичким препрекама пошто пољопривредни лобији у богатим земљама захтевају протекционистичке баријере.